# Gotti (pel·lícula de 1996)
Gotti és un telefilm estatunidenc dirigida per Robert Harmon, l'any 1996. Segueix la carrera de John Gotti al si de la Màfia als anys 1970, passant per la seva presa de poder com a padrí, fins a la seva caiguda l'any 1992. Ha estat doblada al català.
Dominic Chianese, Vincent Pastore i Tony Sirico es trobaran als crèdits de la sèrie Els Soprano. A més, Pastore i Sirico (no acreditat aquest últim) actuen en un altre telefilm consagrat a John Gotti: La Família traïda (1998), produït per Robert De Niro.

## Argument
De 1973 a 1992, l'ascensió del pistoler John Gotti, membre de la família Gambino, una de les més importants de la màfia novaiorquesa, que havia de ser el padrí després d'haver eliminat Paul Castellano, el cap que odiava, abans de conèixer la caiguda, sobretot de la seva sobremediatització als mitjans de comunicació i per la traïció del seu consigliere Sammy Gravano.

## Repartiment
- Armand Assante: John Gotti
- William Forsythe: Sammy Gravano
- Richard C. Sarafian: Paul Castellano
- Frank Vincent: Robert DiBernardo
- Anthony Quinn: Neil Dellacroce
- Dominic Chianese: Joe Armone
- Robert Miranda: Frank DeCicco
- Scott Cohen: Gene Gotti
- Raymond Serra: Frank LoCascio
- Vincent Pastore: Angelo Ruggiero
- Marc Lawrence: Carlo Gambino
- Tony Sirico: Joe Dimiglia
- Alberta Watson: Victoria Gotti
- Al Waxman: Bruce Cutler
- Yank Azman: Judge Nickerson
- Deena Baltman: Diane Giacalone

## Premis i nominacions
- 1997: Emmy: Millor actor (Armand Assante). 7 nominacions, incloent millor telefilm
- 1996: Globus d'or: 3 nominacions, incloent millor minisèrie o pel·lícula per TV
- 1996: Premis Satellite: Nominada a millor actor secundari (Anthony Quinn)
- 1996: Sindicat de Directors (DGA): Nominada a millor director (Minisèrie/Telefilm)
- 1996: Sindicat d'Actors (SAG): Nominada al millor actor (telefilm o minisèrie) (Assante)